# Summum bonum
Summum bonum (en latín, "el sumo bien" o "el bien supremo") es una expresión utilizada en filosofía, sobre todo en la filosofía medieval y en la de Immanuel Kant, para describir la importancia definitiva, el fin último y lo más singular que los seres humanos deben seguir. El "sumo bien" es generalmente considerado como un fin en sí mismo, a la vez que contiene todos los demás bienes. En la filosofía cristiana, el bien supremo define generalmente a la vida de los justos, la vida que llevan en la comunión con Dios y de acuerdo con sus preceptos.
El concepto, así como las consecuencias filosóficas y teológicas extraídas de la supuesta existencia de un "summum bonum" más o menos definido claramente, podría remontarse a las primeras formas de monoteísmo: por ejemplo, el zoroastrismo y el judaísmo. En el mundo occidental, el concepto fue adoptado por los filósofos neoplatónicos, describiéndose como una característica del Dios cristiano por san Agustín, en su obra De natura boni ("Sobre la naturaleza del bien", alrededor del año 399). Agustín niega la existencia positiva del mal absoluto, describiendo un mundo con Dios, como bien supremo, en el centro, con la definición de los diferentes grados del mal como las diferentes etapas de lejanía de ese centro.
La experiencia enseña muy pronto que todos los deseos no pueden ser satisfechos, que están en conflicto, y que ciertos bienes deben ser sacrificados con el fin de asegurar los demás. De ahí la necesidad de sopesar el valor relativo de los bienes, de clasificarlos y de determinar cuáles de ellos deben ser adquiridos a cambio de los demás. El resultado es la división de bienes en dos grandes clases, la moral, la felicidad y la física y la virtud. Dentro de cualquier clase es relativamente fácil determinar la relación de determinados cosas buenas el uno al otro, pero ha demostrado ser mucho más difícil de arreglar la excelencia relativa de las dos clases de virtud y la felicidad.

## Otras definiciones desummum bonum
- Para el utilitarismo, el bien supremo se identifica con la máxima felicidad psicológica posible para el máximo número de personas.
- Para el eudemonismo o ética de la virtud, el bien supremo se identifica con todo aquello que contribuye a la felicidad.
- Para la deontología el bien supremo se identifica con la virtud o el deber.
- Para el eudemonismo racional, o deontologismo atemperado,  la virtud y la felicidad se combinan en el bien más elevado.